# Pedra do Sino de Itatiaia
A Pedra do Sino de Itatiaia é uma elevação montanhosa do estado de Minas Gerais, Brasil, localizada na serra da Mantiqueira, no Parque Nacional de Itatiaia, próxima ao pico das Agulhas Negras. Seu cume está a 2670 metros de altitude.
Suas formas arredondadas no topo fazem com que a montanha pareça um grande sino sobreposto ao platô. O desafio físico e a ausência de turistas pelo caminho tornam a ascensão atraente para aventureiros.[carece de fontes?] A qualificação "de Itatiaia" serve para diferenciá-la da Pedra do Sino mais conhecida, ponto culminante da serra dos Órgãos, no estado do Rio de Janeiro.

## Localização
Localiza-se na divisa dos municípios de Itamonte e Bocaina de Minas. É a quinta montanha mais alta do estado de Minas Gerais (após o pico da Bandeira, a Pedra da Mina e os picos das Agulhas Negras e do Cristal), e a segunda mais alta localizada inteiramente dentro do estado. É o terceiro pico mais alto do Parque Nacional de Itatiaia e o nono do Brasil.

## Acesso
Em meio a uma paisagem de formas exóticas, a Pedra do Sino de Itatiaia é uma montanha menos conhecida de um dos parques nacionais mais visitados do Brasil, pois está numa área mais remota do lado mineiro do parque. Existem várias rotas para atingir o cume, mas nenhuma delas está bem marcada, devido à pouca frequência de visitas. Pela trilha mais conhecida, é preciso subir pela Pedra do Altar até bem próximo ao cume desta e depois descer até um planalto a 2400 m de altitude, prosseguindo até a base da Pedra do Sino para, enfim, ascendê-la. Portanto, trata-se de uma das ascensões mais extenuantes do parque, pois é necessário vencer um grande desnível por duas vezes para se atingir o cume.